# Powerballin'
Powerballin é o segundo álbum de estúdio do rapper Chingy, lançado em 2003 pela Capitol Records e Slot-A-Lot . O álbum recebeu o certificado de disco de platina pela RIAA por enviar mais de um milhão de cópias nos EUA.. A música "I Do" foi usada como trilha sonora no jogo de videogame Need for Speed: Underground 2. A canção ''Balla Baby'' é um dos temas de Malhação, da Rede Globo.

## Recepção da crítica
O disco recebeu criticas mistas por parte critica especializada que notaram a tentativa do rapper para replicar o sucesso que teve com o anterior Jackpot. No Metacritic , que atribui uma classificação normalizada de 100, o álbum recebeu uma pontuação média de 59, com base em 9 avaliações.

## Faixas
| N.º | Título                                                        | Compositor(es) | Duração |  |
| 1.  | "Haters 101 (Intro)"                                          |                | 2:15    |  |
| 2.  | "Give 'Em Some Mo"                                            |                | 3:07    |  |
| 3.  | "Fall-N" (featuring G.I.B.)                                   |                | 3:37    |  |
| 4.  | "Balla Baby"                                                  |                | 3:33    |  |
| 5.  | "Jackpot the Pimp (Part 2) (Skit)"                            |                | 0:50    |  |
| 6.  | "Leave wit Me" (Featuring R. Kelly & Ziggy)                   |                | 3:50    |  |
| 7.  | "Make That Ass Talk" (featuring Ziggy)                        |                | 3:57    |  |
| 8.  | "I Do"                                                        |                | 3:58    |  |
| 9.  | "Don't Worry" (Featuring Janet Jackson)                       |                | 3:30    |  |
| 10. | "All The Way To St. Lou" (featuring David Banner & Nate Dogg) |                | 4:03    |  |
| 11. | "26's" (featuring Lil Wayne)                                  |                | 4:25    |  |
| 12. | "We Clubbin"                                                  |                | 4:01    |  |
| 13. | "We Do" (Featuring Bun B)                                     |                | 3:19    |  |
| 14. | "Wurr Da 'Git It' Gurlz at?"                                  |                | 3:49    |  |
| 15. | "Bring Da Beef"                                               |                | 4:12    |  |
| 16. | "Outro"                                                       |                |         |  |

## Certificações
| Região                | Certificação | Vendas    |
| --------------------- | ------------ | --------- |
| Estados Unidos (RIAA) | Platina      | 1.000.000 |